# Adalbert van Pruisen (1884-1948)

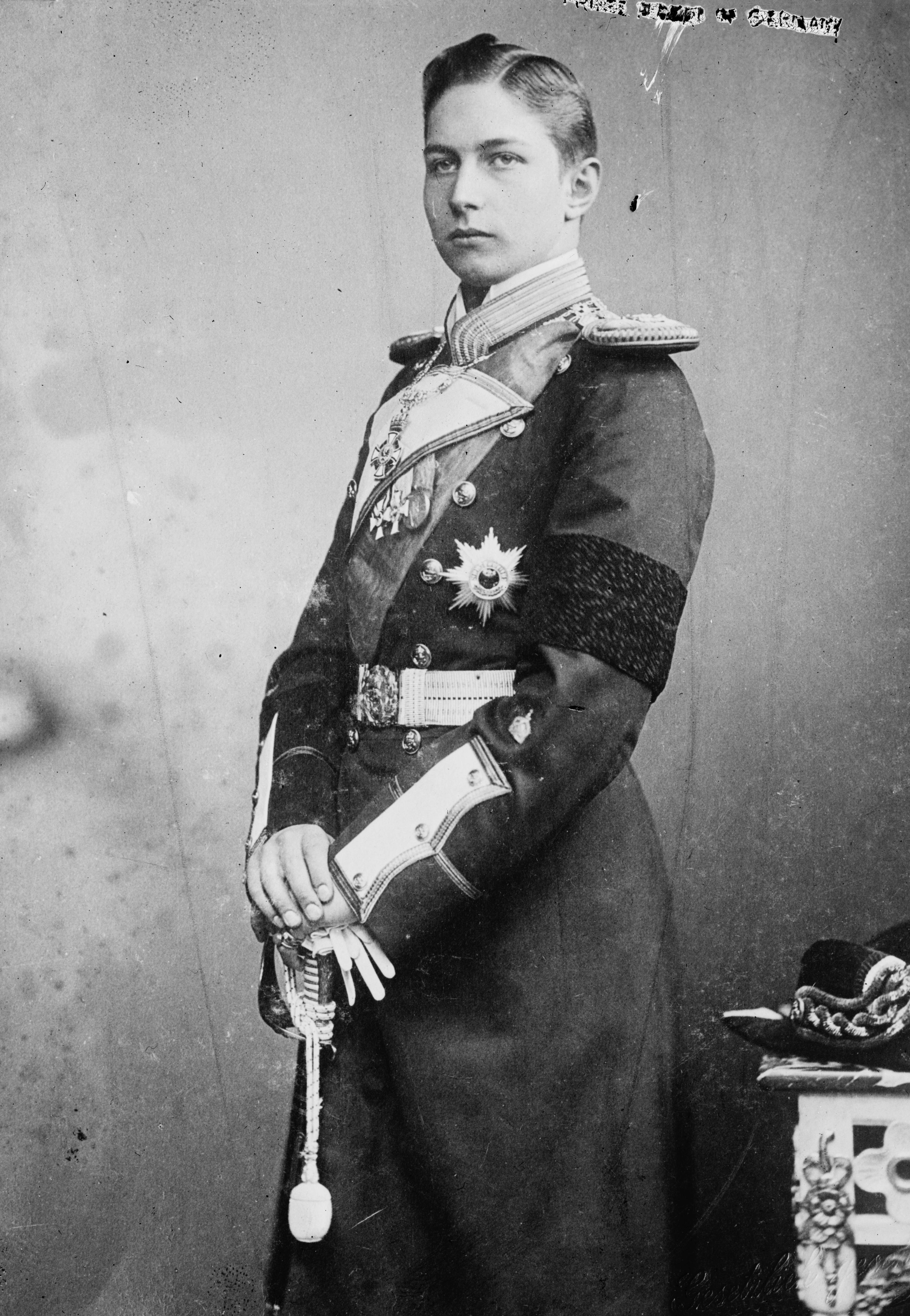
Prins Adalbert in uniform met rouwband, vermoedelijk in verband met het overlijden van Koningin Victoria (1901)

Adalbert Ferdinand Berengar Viktor van Pruisen (Potsdam, 14 juli 1884 - La Tour-de-Peilz, 22 september 1948) was een prins uit het huis Hohenzollern.
Hij was de derde zoon van de laatste Duitse keizer Wilhelm II en diens vrouw Augusta Victoria. 
Adalbert werd, samen met zijn oudere broer, kroonprins Wilhelm opgeleid in het leger. Vervolgens ging hij naar het Marine-instituut in Kiel om opgeleid te worden tot marineofficier. 
Hij trouwde op 3 augustus 1914 in Wilhelmshaven met prinses Adelheid van Saksen-Meiningen. 
Tijdens de Eerste Wereldoorlog voerde Adalbert het bevel over verschillende onderdelen van de Duitse vloot. Als marine-man trof het hem bitter dat juist een muiterij in de haven van Kiel (op 4 november 1918) het einde van de Duitse monarchie inluidde.
Na de oorlog woonde Adalbert teruggetrokken met zijn gezin in een villa in Bad Homburg (Villa Adelheitswert). Vanaf 1928 vertrok het gezin op doktersadvies naar Zwitserland, vooral omdat de berglucht Adelheids zwakke gezondheid goed zou doen. Zij overleefde evenwel haar man, die in 1948 overleed, jaren.

## Kinderen
Adalbert en Adelheid hadden de volgende kinderen:
- Victoria Marina (1915, stierf na de geboorte)
- Victoria Marina (1917-1981)
- Wilhelm Victor (1919-1989)

## Kwartierstaat
| Wilhelm I van Duitsland (1797-1888) | Wilhelm I van Duitsland (1797-1888) | Wilhelm I van Duitsland (1797-1888) | Wilhelm I van Duitsland (1797-1888) | Wilhelm I van Duitsland (1797-1888)  | Wilhelm I van Duitsland (1797-1888)  | Augusta van Saksen-Weimar-Eisenach (1811-1890) | Augusta van Saksen-Weimar-Eisenach (1811-1890) | Augusta van Saksen-Weimar-Eisenach (1811-1890) | Augusta van Saksen-Weimar-Eisenach (1811-1890) | Augusta van Saksen-Weimar-Eisenach (1811-1890) | Augusta van Saksen-Weimar-Eisenach (1811-1890) |                                        |                                        | Albert van Saksen-Coburg en Gotha (1819-1861) | Albert van Saksen-Coburg en Gotha (1819-1861) | Albert van Saksen-Coburg en Gotha (1819-1861)   | Albert van Saksen-Coburg en Gotha (1819-1861)   | Albert van Saksen-Coburg en Gotha (1819-1861)   | Albert van Saksen-Coburg en Gotha (1819-1861)   | Victoria van het Verenigd Koninkrijk (1819-1901) | Victoria van het Verenigd Koninkrijk (1819-1901) | Victoria van het Verenigd Koninkrijk (1819-1901) | Victoria van het Verenigd Koninkrijk (1819-1901) | Victoria van het Verenigd Koninkrijk (1819-1901) | Victoria van het Verenigd Koninkrijk (1819-1901) |                                        |                                        | Christiaan van Sleeswijk-Holstein-Sonderburg-Augustenburg (1798-1869) | Christiaan van Sleeswijk-Holstein-Sonderburg-Augustenburg (1798-1869) | Christiaan van Sleeswijk-Holstein-Sonderburg-Augustenburg (1798-1869) | Christiaan van Sleeswijk-Holstein-Sonderburg-Augustenburg (1798-1869) | Christiaan van Sleeswijk-Holstein-Sonderburg-Augustenburg (1798-1869) | Christiaan van Sleeswijk-Holstein-Sonderburg-Augustenburg (1798-1869) | Lovisa-Sophie Daneskjold-Samsöe (1796–1867)                         | Lovisa-Sophie Daneskjold-Samsöe (1796–1867)                         | Lovisa-Sophie Daneskjold-Samsöe (1796–1867)                         | Lovisa-Sophie Daneskjold-Samsöe (1796–1867)                         | Lovisa-Sophie Daneskjold-Samsöe (1796–1867)                                 | Lovisa-Sophie Daneskjold-Samsöe (1796–1867)                                 |                                                                             |                                                                             | Ernst Christiaan van Hohenlohe-Langenburg (1794-1860)                       | Ernst Christiaan van Hohenlohe-Langenburg (1794-1860)                       | Ernst Christiaan van Hohenlohe-Langenburg (1794-1860) | Ernst Christiaan van Hohenlohe-Langenburg (1794-1860) | Ernst Christiaan van Hohenlohe-Langenburg (1794-1860) | Ernst Christiaan van Hohenlohe-Langenburg (1794-1860) | Feodora van Leiningen (1807-1872)             | Feodora van Leiningen (1807-1872)             | Feodora van Leiningen (1807-1872)       | Feodora van Leiningen (1807-1872)       | Feodora van Leiningen (1807-1872)       | Feodora van Leiningen (1807-1872)       |  |  |  |  |  |  |  |  |  |  |  |  |  |  |  |  |  |  |  |  |  |  |  |  |  |  |  |  |  |  |  |  |  |  |  |  |  |  |  |  |  |  |  |  |  |  |  |  |
| Wilhelm I van Duitsland (1797-1888) | Wilhelm I van Duitsland (1797-1888) | Wilhelm I van Duitsland (1797-1888) | Wilhelm I van Duitsland (1797-1888) | Wilhelm I van Duitsland (1797-1888)  | Wilhelm I van Duitsland (1797-1888)  | Augusta van Saksen-Weimar-Eisenach (1811-1890) | Augusta van Saksen-Weimar-Eisenach (1811-1890) | Augusta van Saksen-Weimar-Eisenach (1811-1890) | Augusta van Saksen-Weimar-Eisenach (1811-1890) | Augusta van Saksen-Weimar-Eisenach (1811-1890) | Augusta van Saksen-Weimar-Eisenach (1811-1890) |                                        |                                        | Albert van Saksen-Coburg en Gotha (1819-1861) | Albert van Saksen-Coburg en Gotha (1819-1861) | Albert van Saksen-Coburg en Gotha (1819-1861)   | Albert van Saksen-Coburg en Gotha (1819-1861)   | Albert van Saksen-Coburg en Gotha (1819-1861)   | Albert van Saksen-Coburg en Gotha (1819-1861)   | Victoria van het Verenigd Koninkrijk (1819-1901) | Victoria van het Verenigd Koninkrijk (1819-1901) | Victoria van het Verenigd Koninkrijk (1819-1901) | Victoria van het Verenigd Koninkrijk (1819-1901) | Victoria van het Verenigd Koninkrijk (1819-1901) | Victoria van het Verenigd Koninkrijk (1819-1901) |                                        |                                        | Christiaan van Sleeswijk-Holstein-Sonderburg-Augustenburg (1798-1869) | Christiaan van Sleeswijk-Holstein-Sonderburg-Augustenburg (1798-1869) | Christiaan van Sleeswijk-Holstein-Sonderburg-Augustenburg (1798-1869) | Christiaan van Sleeswijk-Holstein-Sonderburg-Augustenburg (1798-1869) | Christiaan van Sleeswijk-Holstein-Sonderburg-Augustenburg (1798-1869) | Christiaan van Sleeswijk-Holstein-Sonderburg-Augustenburg (1798-1869) | Lovisa-Sophie Daneskjold-Samsöe (1796–1867)                         | Lovisa-Sophie Daneskjold-Samsöe (1796–1867)                         | Lovisa-Sophie Daneskjold-Samsöe (1796–1867)                         | Lovisa-Sophie Daneskjold-Samsöe (1796–1867)                         | Lovisa-Sophie Daneskjold-Samsöe (1796–1867)                                 | Lovisa-Sophie Daneskjold-Samsöe (1796–1867)                                 |                                                                             |                                                                             | Ernst Christiaan van Hohenlohe-Langenburg (1794-1860)                       | Ernst Christiaan van Hohenlohe-Langenburg (1794-1860)                       | Ernst Christiaan van Hohenlohe-Langenburg (1794-1860) | Ernst Christiaan van Hohenlohe-Langenburg (1794-1860) | Ernst Christiaan van Hohenlohe-Langenburg (1794-1860) | Ernst Christiaan van Hohenlohe-Langenburg (1794-1860) | Feodora van Leiningen (1807-1872)             | Feodora van Leiningen (1807-1872)             | Feodora van Leiningen (1807-1872)       | Feodora van Leiningen (1807-1872)       | Feodora van Leiningen (1807-1872)       | Feodora van Leiningen (1807-1872)       |  |  |  |  |  |  |  |  |  |  |  |  |  |  |  |  |  |  |  |  |  |  |  |  |  |  |  |  |  |  |  |  |  |  |  |  |  |  |  |  |  |  |  |  |  |  |  |  |
|                                     |                                     |                                     |                                     |                                      |                                      |                                                |                                                |                                                |                                                |                                                |                                                |                                        |                                        |                                               |                                               |                                                 |                                                 |                                                 |                                                 |                                                  |                                                  |                                                  |                                                  |                                                  |                                                  |                                        |                                        |                                                                       |                                                                       |                                                                       |                                                                       |                                                                       |                                                                       |                                                                     |                                                                     |                                                                     |                                                                     |                                                                             |                                                                             |                                                                             |                                                                             |                                                                             |                                                                             |                                                       |                                                       |                                                       |                                                       |                                               |                                               |                                         |                                         |                                         |                                         |  |  |  |  |  |  |  |  |  |  |  |  |  |  |  |  |  |  |  |  |  |  |  |  |  |  |  |  |  |  |  |  |  |  |  |  |  |  |  |  |  |  |  |  |  |  |  |  |
|                                     |                                     |                                     |                                     | Frederik III van Pruisen (1831-1888) | Frederik III van Pruisen (1831-1888) | Frederik III van Pruisen (1831-1888)           | Frederik III van Pruisen (1831-1888)           | Frederik III van Pruisen (1831-1888)           | Frederik III van Pruisen (1831-1888)           |                                                |                                                |                                        |                                        |                                               |                                               | Victoria van Saksen-Coburg en Gotha (1840-1901) | Victoria van Saksen-Coburg en Gotha (1840-1901) | Victoria van Saksen-Coburg en Gotha (1840-1901) | Victoria van Saksen-Coburg en Gotha (1840-1901) | Victoria van Saksen-Coburg en Gotha (1840-1901)  | Victoria van Saksen-Coburg en Gotha (1840-1901)  |                                                  |                                                  |                                                  |                                                  |                                        |                                        |                                                                       |                                                                       |                                                                       |                                                                       | Frederik van Sleeswijk-Holstein-Sonderburg-Augustenburg (1828-1880)   | Frederik van Sleeswijk-Holstein-Sonderburg-Augustenburg (1828-1880)   | Frederik van Sleeswijk-Holstein-Sonderburg-Augustenburg (1828-1880) | Frederik van Sleeswijk-Holstein-Sonderburg-Augustenburg (1828-1880) | Frederik van Sleeswijk-Holstein-Sonderburg-Augustenburg (1828-1880) | Frederik van Sleeswijk-Holstein-Sonderburg-Augustenburg (1828-1880) |                                                                             |                                                                             |                                                                             |                                                                             |                                                                             |                                                                             | Adelheid van Hohenlohe-Langenburg (1835-1900)         | Adelheid van Hohenlohe-Langenburg (1835-1900)         | Adelheid van Hohenlohe-Langenburg (1835-1900)         | Adelheid van Hohenlohe-Langenburg (1835-1900)         | Adelheid van Hohenlohe-Langenburg (1835-1900) | Adelheid van Hohenlohe-Langenburg (1835-1900) |                                         |                                         |                                         |                                         |  |  |  |  |  |  |  |  |  |  |  |  |  |  |  |  |  |  |  |  |  |  |  |  |  |  |  |  |  |  |  |  |  |  |  |  |  |  |  |  |  |  |  |  |  |  |  |  |
|                                     |                                     |                                     |                                     | Frederik III van Pruisen (1831-1888) | Frederik III van Pruisen (1831-1888) | Frederik III van Pruisen (1831-1888)           | Frederik III van Pruisen (1831-1888)           | Frederik III van Pruisen (1831-1888)           | Frederik III van Pruisen (1831-1888)           |                                                |                                                |                                        |                                        |                                               |                                               | Victoria van Saksen-Coburg en Gotha (1840-1901) | Victoria van Saksen-Coburg en Gotha (1840-1901) | Victoria van Saksen-Coburg en Gotha (1840-1901) | Victoria van Saksen-Coburg en Gotha (1840-1901) | Victoria van Saksen-Coburg en Gotha (1840-1901)  | Victoria van Saksen-Coburg en Gotha (1840-1901)  |                                                  |                                                  |                                                  |                                                  |                                        |                                        |                                                                       |                                                                       |                                                                       |                                                                       | Frederik van Sleeswijk-Holstein-Sonderburg-Augustenburg (1828-1880)   | Frederik van Sleeswijk-Holstein-Sonderburg-Augustenburg (1828-1880)   | Frederik van Sleeswijk-Holstein-Sonderburg-Augustenburg (1828-1880) | Frederik van Sleeswijk-Holstein-Sonderburg-Augustenburg (1828-1880) | Frederik van Sleeswijk-Holstein-Sonderburg-Augustenburg (1828-1880) | Frederik van Sleeswijk-Holstein-Sonderburg-Augustenburg (1828-1880) |                                                                             |                                                                             |                                                                             |                                                                             |                                                                             |                                                                             | Adelheid van Hohenlohe-Langenburg (1835-1900)         | Adelheid van Hohenlohe-Langenburg (1835-1900)         | Adelheid van Hohenlohe-Langenburg (1835-1900)         | Adelheid van Hohenlohe-Langenburg (1835-1900)         | Adelheid van Hohenlohe-Langenburg (1835-1900) | Adelheid van Hohenlohe-Langenburg (1835-1900) |                                         |                                         |                                         |                                         |  |  |  |  |  |  |  |  |  |  |  |  |  |  |  |  |  |  |  |  |  |  |  |  |  |  |  |  |  |  |  |  |  |  |  |  |  |  |  |  |  |  |  |  |  |  |  |  |
|                                     |                                     |                                     |                                     |                                      |                                      |                                                |                                                |                                                |                                                | Wilhelm II van Duitsland (1859-1941)           | Wilhelm II van Duitsland (1859-1941)           | Wilhelm II van Duitsland (1859-1941)   | Wilhelm II van Duitsland (1859-1941)   | Wilhelm II van Duitsland (1859-1941)          | Wilhelm II van Duitsland (1859-1941)          |                                                 |                                                 |                                                 |                                                 |                                                  |                                                  |                                                  |                                                  |                                                  |                                                  |                                        |                                        |                                                                       |                                                                       |                                                                       |                                                                       |                                                                       |                                                                       |                                                                     |                                                                     |                                                                     |                                                                     | Augusta Victoria van Sleeswijk-Holstein-Sonderburg-Augustenburg (1858-1921) | Augusta Victoria van Sleeswijk-Holstein-Sonderburg-Augustenburg (1858-1921) | Augusta Victoria van Sleeswijk-Holstein-Sonderburg-Augustenburg (1858-1921) | Augusta Victoria van Sleeswijk-Holstein-Sonderburg-Augustenburg (1858-1921) | Augusta Victoria van Sleeswijk-Holstein-Sonderburg-Augustenburg (1858-1921) | Augusta Victoria van Sleeswijk-Holstein-Sonderburg-Augustenburg (1858-1921) |                                                       |                                                       |                                                       |                                                       |                                               |                                               |                                         |                                         |                                         |                                         |  |  |  |  |  |  |  |  |  |  |  |  |  |  |  |  |  |  |  |  |  |  |  |  |  |  |  |  |  |  |  |  |  |  |  |  |  |  |  |  |  |  |  |  |  |  |  |  |
|                                     |                                     |                                     |                                     |                                      |                                      |                                                |                                                |                                                |                                                | Wilhelm II van Duitsland (1859-1941)           | Wilhelm II van Duitsland (1859-1941)           | Wilhelm II van Duitsland (1859-1941)   | Wilhelm II van Duitsland (1859-1941)   | Wilhelm II van Duitsland (1859-1941)          | Wilhelm II van Duitsland (1859-1941)          |                                                 |                                                 |                                                 |                                                 |                                                  |                                                  |                                                  |                                                  |                                                  |                                                  |                                        |                                        |                                                                       |                                                                       |                                                                       |                                                                       |                                                                       |                                                                       |                                                                     |                                                                     |                                                                     |                                                                     | Augusta Victoria van Sleeswijk-Holstein-Sonderburg-Augustenburg (1858-1921) | Augusta Victoria van Sleeswijk-Holstein-Sonderburg-Augustenburg (1858-1921) | Augusta Victoria van Sleeswijk-Holstein-Sonderburg-Augustenburg (1858-1921) | Augusta Victoria van Sleeswijk-Holstein-Sonderburg-Augustenburg (1858-1921) | Augusta Victoria van Sleeswijk-Holstein-Sonderburg-Augustenburg (1858-1921) | Augusta Victoria van Sleeswijk-Holstein-Sonderburg-Augustenburg (1858-1921) |                                                       |                                                       |                                                       |                                                       |                                               |                                               |                                         |                                         |                                         |                                         |  |  |  |  |  |  |  |  |  |  |  |  |  |  |  |  |  |  |  |  |  |  |  |  |  |  |  |  |  |  |  |  |  |  |  |  |  |  |  |  |  |  |  |  |  |  |  |  |
|                                     |                                     |                                     |                                     |                                      |                                      |                                                |                                                |                                                |                                                |                                                |                                                |                                        |                                        |                                               |                                               |                                                 |                                                 |                                                 |                                                 |                                                  |                                                  |                                                  |                                                  |                                                  |                                                  |                                        |                                        |                                                                       |                                                                       |                                                                       |                                                                       |                                                                       |                                                                       |                                                                     |                                                                     |                                                                     |                                                                     |                                                                             |                                                                             |                                                                             |                                                                             |                                                                             |                                                                             |                                                       |                                                       |                                                       |                                                       |                                               |                                               |                                         |                                         |                                         |                                         |  |  |  |  |  |  |  |  |  |  |  |  |  |  |  |  |  |  |  |  |  |  |  |  |  |  |  |  |  |  |  |  |  |  |  |  |  |  |  |  |  |  |  |  |  |  |  |  |
|                                     |                                     |                                     |                                     |                                      |                                      |                                                |                                                |                                                |                                                |                                                |                                                |                                        |                                        |                                               |                                               |                                                 |                                                 |                                                 |                                                 |                                                  |                                                  |                                                  |                                                  |                                                  |                                                  |                                        |                                        |                                                                       |                                                                       |                                                                       |                                                                       |                                                                       |                                                                       |                                                                     |                                                                     |                                                                     |                                                                     |                                                                             |                                                                             |                                                                             |                                                                             |                                                                             |                                                                             |                                                       |                                                       |                                                       |                                                       |                                               |                                               |                                         |                                         |                                         |                                         |  |  |  |  |  |  |  |  |  |  |  |  |  |  |  |  |  |  |  |  |  |  |  |  |  |  |  |  |  |  |  |  |  |  |  |  |  |  |  |  |  |  |  |  |  |  |  |  |
| Wilhelm van Pruisen (1882-1951)     | Wilhelm van Pruisen (1882-1951)     | Wilhelm van Pruisen (1882-1951)     | Wilhelm van Pruisen (1882-1951)     | Wilhelm van Pruisen (1882-1951)      | Wilhelm van Pruisen (1882-1951)      |                                                |                                                | Eitel Frederik van Pruisen (1883-1942)         | Eitel Frederik van Pruisen (1883-1942)         | Eitel Frederik van Pruisen (1883-1942)         | Eitel Frederik van Pruisen (1883-1942)         | Eitel Frederik van Pruisen (1883-1942) | Eitel Frederik van Pruisen (1883-1942) |                                               |                                               | Adalbert van Pruisen (1884-1948)                | Adalbert van Pruisen (1884-1948)                | Adalbert van Pruisen (1884-1948)                | Adalbert van Pruisen (1884-1948)                | Adalbert van Pruisen (1884-1948)                 | Adalbert van Pruisen (1884-1948)                 |                                                  |                                                  | August Wilhelm van Pruisen (1887-1949)           | August Wilhelm van Pruisen (1887-1949)           | August Wilhelm van Pruisen (1887-1949) | August Wilhelm van Pruisen (1887-1949) | August Wilhelm van Pruisen (1887-1949)                                | August Wilhelm van Pruisen (1887-1949)                                |                                                                       |                                                                       | Oscar van Pruisen (1888-1958)                                         | Oscar van Pruisen (1888-1958)                                         | Oscar van Pruisen (1888-1958)                                       | Oscar van Pruisen (1888-1958)                                       | Oscar van Pruisen (1888-1958)                                       | Oscar van Pruisen (1888-1958)                                       |                                                                             |                                                                             | Joachim van Pruisen (1890-1920)                                             | Joachim van Pruisen (1890-1920)                                             | Joachim van Pruisen (1890-1920)                                             | Joachim van Pruisen (1890-1920)                                             | Joachim van Pruisen (1890-1920)                       | Joachim van Pruisen (1890-1920)                       |                                                       |                                                       | Victoria Louise van Pruisen (1892-1980)       | Victoria Louise van Pruisen (1892-1980)       | Victoria Louise van Pruisen (1892-1980) | Victoria Louise van Pruisen (1892-1980) | Victoria Louise van Pruisen (1892-1980) | Victoria Louise van Pruisen (1892-1980) |  |  |  |  |  |  |  |  |  |  |  |  |  |  |  |  |  |  |  |  |  |  |  |  |  |  |  |  |  |  |  |  |  |  |  |  |  |  |  |  |  |  |  |  |  |  |  |  |